# Solieria
Solieria är ett släkte av tvåvingar. Solieria ingår i familjen parasitflugor.

## Dottertaxa tillSolieria, i alfabetisk ordning[1][2]
- Solieria aestivalis
- Solieria albisquamis
- Solieria apicalis
- Solieria argenticeps
- Solieria arrata
- Solieria aureola
- Solieria binotata
- Solieria borealis
- Solieria boreotis
- Solieria brunicosa
- Solieria campestris
- Solieria cinerascens
- Solieria cinerea
- Solieria congregata
- Solieria dimidiata
- Solieria dubia
- Solieria elongata
- Solieria eucerata
- Solieria femoralis
- Solieria fenestrata
- Solieria festiva
- Solieria flava
- Solieria flavescens
- Solieria flavisquamis
- Solieria fulvipalpis
- Solieria gagatea
- Solieria germana
- Solieria immaculata
- Solieria inanis
- Solieria lateralis
- Solieria latipennis
- Solieria lepida
- Solieria longicornis
- Solieria maculata
- Solieria mama
- Solieria modesta
- Solieria multiciliata
- Solieria munda
- Solieria murina
- Solieria nana
- Solieria nigra
- Solieria nitens
- Solieria obscuripes
- Solieria opima
- Solieria pacifica
- Solieria pallida
- Solieria piperi
- Solieria praegnata
- Solieria prarensis
- Solieria profuga
- Solieria pulverulenta
- Solieria reclinervis
- Solieria ruralis
- Solieria rustica
- Solieria testacea
- Solieria vacua
- Solieria vaga
- Solieria varipes
- Solieria vicina
- Solieria villana
- Solieria villica